# Джон
Джон — распространённое английское мужское имя, происходящее от еврейского Йоханан (ивр. יחנן Iōḥānān, Iěhōḥānān в буквальном переводе «будет помилован». В данном контексте — Яхве (Бог) смилостивился, Яхве (Бог) помиловал). Соответствует русскому имени Иоанн (Иван — редуцированный вариант).

## Известные носители
См. Джон (значения)